# ويليام هاندلي
ويليام هاندلي (بالإنجليزية: William Hundley)‏ هو مصور أمريكي، ولد في 1976.